# Jens Aden
Jens Aden (* 2. November 1962 in Aurich/Ostfriesland) ist ein deutscher Lehrer, Dozent und Publizist.

## Tätigkeiten

### Herkunft, Ausbildung und Beruf
Adens Vater ist der Verwaltungsbeamte Theodor Aden (1930–2021, Bundesverdienstkreuz 1993), sein Urgroßvater mütterlicherseits der Breslauer Jugendstil-Baumeister und Architekt Max Kiehnel.
Jens Aden studierte nach dem Abitur Germanistik, Anglistik, Pädagogik und Psychologie an der Georg-August-Universität Göttingen und der Universität Hamburg. Nach Lehrtätigkeiten im niedersächsischen Schuldienst, am Sir John Deane’s College in Northwich / Cheshire (Großbritannien) und der Rhodes-Universität in Grahamstown (Südafrika) arbeitet er seit 2014 als Fachreferent im Niedersächsischen Kultusministerium. Dabei setzt er sich u. a. für die Weiterentwicklung des Faches Islamische Religion als wesentlichen Baustein für die Partizipation und Integration muslimischer Schülerinnen und Schüler in Niedersachsen und für die Ausweitung des Faches Werte und Normen in der Primarstufe im Sinne der ethischen Bildung nicht-religionsbezogener Kinder und Jugendlicher ein.

### Publikationstätigkeit
Nach zunächst vorwiegend literatur- und kulturwissenschaftlicher Monographien, Aufsätze und Rezensionen, u. a. als Mitarbeiter am Kindler Literaturlexikon, beschäftigt sich Aden zunehmend mit religionspolitischen und religionssoziologischen Themen. Daneben schreibt er Prosatexte und Lyrik. Als Musiker veröffentlichte Aden u. a. Kindermusicals und Vertonungen deutscher Gedichte.

## Veröffentlichungen

### Monographien und Aufsätze (Auswahl)
- Die Lyrik Georg von der Vrings: Themen, Formen, Tradition, frühe Rezeption. Eine Monographie über das lyrische Werk des Schriftstellers und Malers (1889–1968). Europäische Hochschulschriften – Reihe I. Peter Lang, Frankfurt / New York u.a 1993, ISBN 978-3-631-45696-5 (166 Seiten).
- Der Abschied: Südafrikas Übergang von der Apartheid zur Demokratie. Wolfsburg: Verlag Edition Phillon, 1995 (213 Seiten, ISBN 3-931007-93-6, 9783931007935)
- Der Wille zum Ornament. Lebens- und Kunstauffassung des Jugendstils am Beispiel von Richard Dehmels Gedicht 'Im Fluge'. Hamburg 2015, ISBN 978-3-668-10562-1 (68 Seiten).
- Capra der Jahrhundertwende. Vom „Sinn und Wert“ des Nobelpreises. Zur Rezeptionsgeschichte Rudolf Euckens. In: Die Tageszeitung (taz), 21. Januar 1988; https://taz.de/Capra-der-Jahrhundertwende/!1824885/
- Art. „Rudolf Eucken – Grundlinien einer neuen Weltanschauung“. In: Walter Jens (Hrsg.): Kindlers Neues Literatur-Lexikon. 21 Bde, München: Kindler 1988 ff, Bd 5
- Den modernen Leser in eifrige Bewegung versetzen. [Über Rudolf Euckens Arbeitsweise bei seinen Lebenserinnerungen]. In: Heimatkunde und Heimatgeschichte (Verlagsbeilage der Ostfriesischen Nachrichten) 10/2008. Aurich Oktober 2008
- Vor 100 Jahren – als Lehrer nach Ostfriesland. Der spätere Kultusminister Niedersachsens, Adolf Grimme, trat 1916 seine erste Lehrerstelle in Leer an und hatte großen Anteil an den politischen Auseinandersetzungen in der Frühzeit der Weimarer Republik in Ostfriesland. In: Ostfreesland. Kalender für Ostfriesland. 2016, Seite 82–87
- Reformation und Bildung. Thema des Monats. In: Schulverwaltungsblatt für Niedersachsen. Amtsblatt des Niedersächsischen Kultusministeriums für Schule und Schulverwaltung. 10/2016, Seite 625
- Islamischer Religionsunterricht stärkt die Integration. Pädagogische und verfassungsrechtliche Argumente gegen die Einführung eines neutralen „Ethikfachs für alle“. In: Schulverwaltung Niedersachsen. Fachzeitschrift für Schulentwicklung und Schulmanagement. 09/2017, Seite 241–243
- Werte und Normen in der Grundschule. Ein etabliertes Fach mit neuer Aktualität in der Erprobungsphase. In: Schulverwaltung Niedersachsen. Fachzeitschrift für Schulentwicklung und Schulmanagement. 10/2017, Seite 264–265
- Ilka Hünecke / Jens Aden: Mut zum demokratischen Diskurs. Erziehung zur Demokratie im Spannungsfeld von Neutralitätsgebot und Auftrag zur politischen Bildung. In: Schulverwaltung Niedersachsen. Fachzeitschrift für Schulentwicklung und Schulmanagement. 02/2019, Seite 53–55
- Petra Crysmann / Jens Aden: Der Beitrag des Runden Tisches zum Modellversuch „Islamischer Religionsunterricht“ (2003–2013) an allgemeinbildenden Schulen in Niedersachsen. In: Martina Blasberg-Kuhnke / Rauf Ceylan / Bülent Ucar: Institut für Islamische Theologie Osnabrück – Entwicklung, Zwischenstand und Perspektiven. Reihe für Osnabrücker Islamstudien (ROI), Bd. 33. Berlin / Bern / Brüssel / Oxford / New York: Peter Lang 2019, Seite 39–51
- „‚Nach ethischen Grundsätzen handeln‘ – Ethische Erziehung als Teil des Bildungsauftrags“. Thema des Monats. In: Schulverwaltungsblatt für Niedersachsen. Amtsblatt des Niedersächsischen Kultusministeriums für Schule und Schulverwaltung H.12/2019, Seiten 659–665

### Musikalische Produktionen
- Brigitte Buhr (Text), Heiner Greune und Jens Aden (Musik): Wichern tut gut. Kindermusical. CD. Eigenverlag der ev.-luth. Wichern-Gemeinde Braunschweig-Lehndorf, produziert im Tonstudio melting point, Braunschweig, 2010.
- Jens Aden, Heiner Greune (Musik): Aden&Greune – Gedichte in Musik. Vertonungen deutscher Gedichte. CD. Eigenverlag. Produziert im Tonstudio melting point, Braunschweig, 2012.
- Brigitte Buhr (Text), Heiner Greune und Jens Aden (Musik): Katharina, die Lutherin. Kindermusical. Uraufführung am 21. März 2015 in der ev.-luth. Wichern-Kirche Braunschweig-Lehndorf.